# Christian Ferdinand Friedrich Hochstetter
Pour les articles homonymes, voir Hochstetter.
Christian Friedrich Ferdinand Hochstetter (16 février 1787 - 20 février 1860) est un botaniste wurtembergeois et pasteur protestant natif de Stuttgart. Il est le père du géologue Ferdinand von Hochstetter.

## Biographie
En 1807, Hochstetter a obtenu son diplôme de théologie à Tübingen. Alors qu'il était encore étudiant, il était devenu membre d'une organisation secrète dirigée par Karl von Reichenbach qui envisageait de créer une colonie sur Tahiti. En 1808, l'organisation a été découverte par les autorités et ses membres soupçonnés de trahison et arrêtés. Hochstetter a été emprisonné pendant une courte période pour son petit rôle dans la société secrète.
Plus tard, il a passé six mois comme professeur dans un établissement privé à Erlangen et a ensuite été tuteur pendant 4 ans dans la maison du pasteur d'Altenstein. En 1816, il devient pasteur et inspecteur de l'enseignement à Brno. En 1824, il s'installe à Esslingen am Neckar où il devient enseignant à l'école confessionnelle et, en 1829, pasteur à Esslingen. Là, il a créé Unio Itineraria (un club d'échange botanique) avec Ernst Gottlieb von Steudel. Unio Itineraria vendait des spécimens botaniques à des musées privés collectionneurs et à des distributeurs dans d'autres villes européennes, dont Londres, où ils ont maintenu un agent.
Hochstetter a publié de nombreux écrits sur la botanique, la minéralogie et l'histoire naturelle, ainsi que sur la théologie et l'éducation. Avec Steudel, il a publié un livre portant sur des espèces botaniques d'Allemagne et de Suisse appelé Enumeratio plantarum Germaniae Helvetiaeque indigenarum et, avec Moritz August Seubert (de), il a publié Flora azorica, un traité sur la flore des Açores.

## Hommages
Le genre botanique Hochstetteria (pt) de la famille des Asteraceae est nommé d'après lui.

## Literatur
- Robert Zander: Zander Handwörterbuch der Pflanzennamen. Hrsg. von Fritz Encke, Günther Buchheim, Siegmund Seybold. 13., neubearbeitete und erweiterte Auflage. Eugen Ulmer, Stuttgart 1984,  (ISBN 3-8001-5042-5).
- Helmut Engisch: Der Traum von Otaheiti und vom Od. In: Helmut Engisch: Der schwäbische Büffelkönig und die Löwenmadam. Theiss, Stuttgart 1998,  (ISBN 3-8062-1328-3)